# Rurdorf

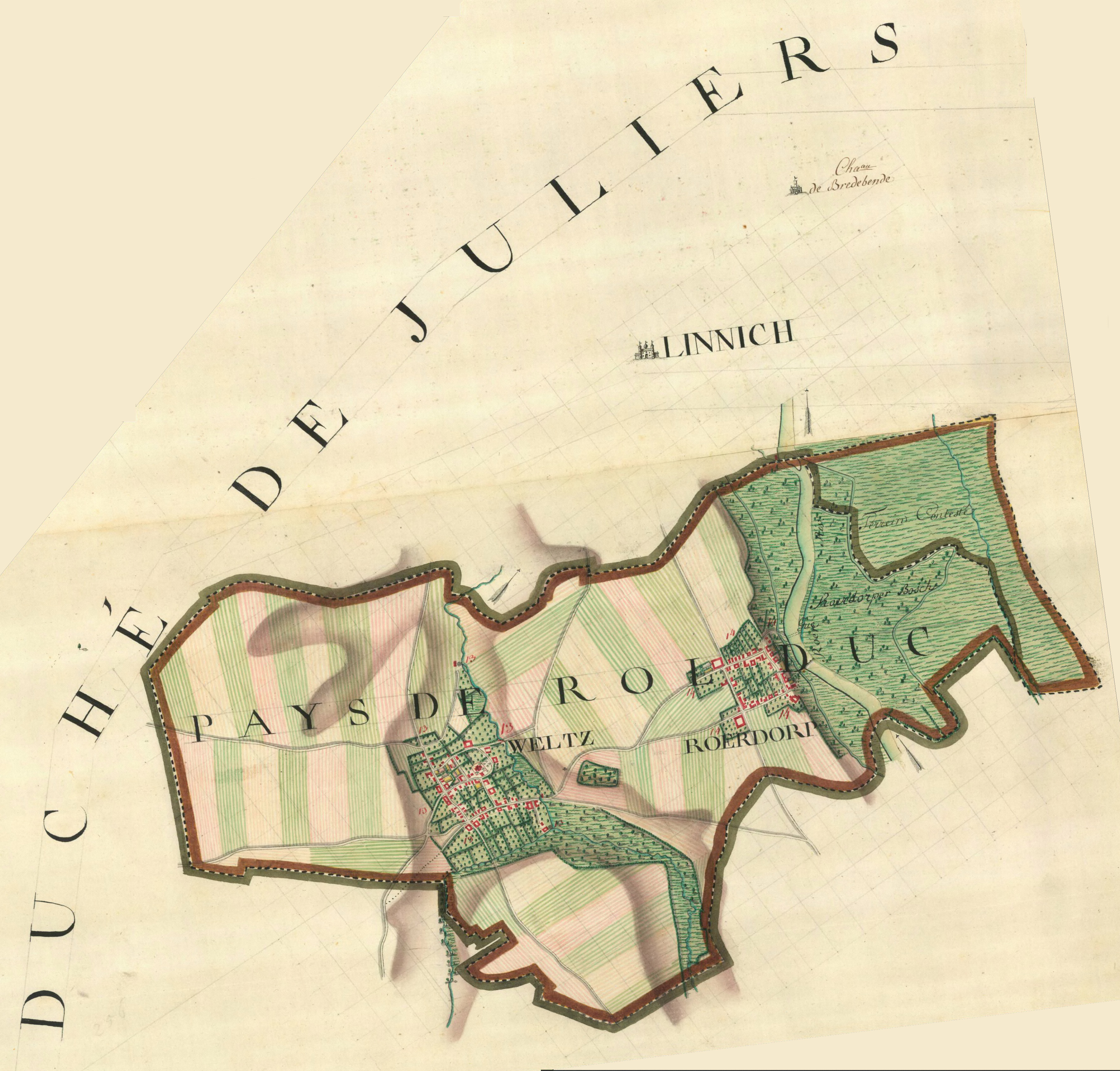
Die limburgische Exklave Welz und Rurdorf auf der Ferraris-Karte (1771–1777)

Rurdorf ist einer der kleinsten Ortsteile der Stadt Linnich (Kreis Düren).

## Geographie
Die Ortschaft liegt linksseitig der Rur zwischen Jülich und Linnich und hat Linnich, Floßdorf und Welz als direkte Nachbarorte.

## Geschichte
Die Ortschaft wurde 945 unter dem Namen Ruodesthorp zum ersten Mal urkundlich erwähnt. Der bis heute erhaltene Ortsname Rurdorf entstand wahrscheinlich bis zum Jahre 1273, in dem die erste Erwähnung des aktuellen Namens erfolgte.
Bis 1794 lag Rurdorf mit seinem Nachbarort Welz im Herzogtum Limburg und bildete somit eine Enklave im Herzogtum Jülich.
Am 23. Februar 1945 gelang der 102. US-Infanterie Division der Neunten US-Armee zwischen Linnich und Rurdorf der Übergang über die Hochwasser führende Rur.
Am 1. Juli 1969 wurde Rurdorf nach Linnich eingemeindet.

## Kirche

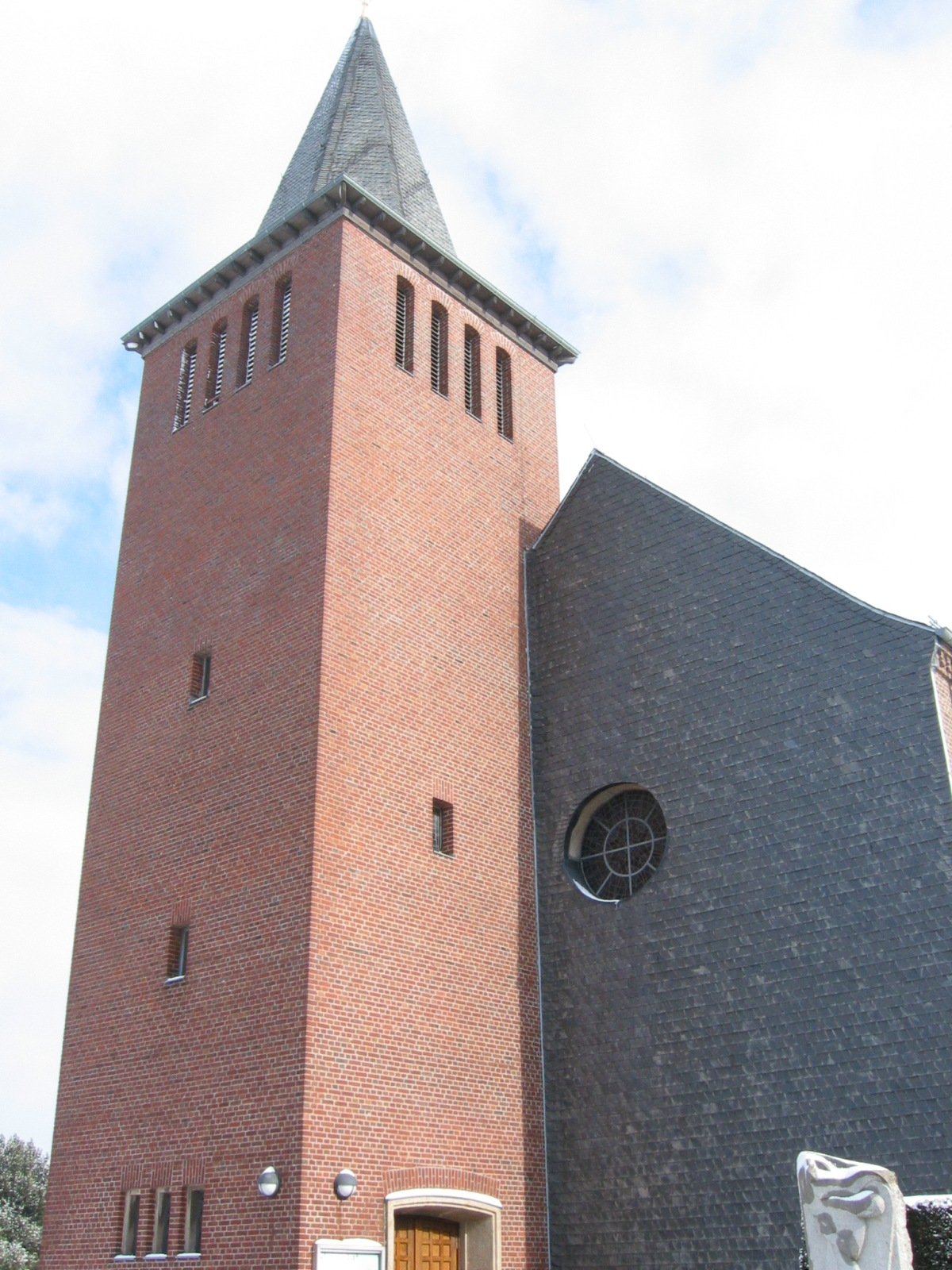
Kirche St. Pankratius Rurdorf

Die Kirche St. Pankratius ist die römisch-katholische Pfarrkirche von Rurdorf.

## Infrastruktur
- Freiwillige Feuerwehr Linnich Löschgruppe Rurdorf
- Jugend-Treff Rurdorf

Am Rurdorfer Wehr soll ein Wasserkraftwerk errichtet werden. Pläne gehen bereits auf das Jahr 2003 zurück. Allerdings kommt das Projekt seit Jahren nicht recht voran.

## Verkehr
Die AVV-Linien 278 und 279 des Rurtalbus verbinden den Ort mit den Nachbarorten sowie mit Jülich und Aldenhoven, teilweise als Rufbus. Zusätzlich verkehrt zu bestimmten Zeiten ein Anruf-Sammel-Taxi. Bis zum 31. Dezember 2019 wurde die Linie 278 von der Dürener Kreisbahn, die Linie 279 vom BVR Busverkehr Rheinland bedient. Zusätzlich verkehrt in den Nächten von Freitag auf Samstag ein Disco-Bus nach Himmerich.
| Linie      | Verlauf |
| ---------- | --- |
| 278        | Linnich-SIG Combibloc – Linnich Rathaus – Rurdorf – (Welz – Ederen – Freialdenhoven) / Merzenhausen – Aldenhoven Markt – Gesamtschule |
| 279        | (Jülich Schulzentrum – Krankenhaus –) Jülich Bf/ZOB – Jülich Neues Rathaus – Walramplatz – Neubourheim – Koslar – Barmen – Merzenhausen – Ederen – Welz – (Floßdorf ←) Rurdorf – Linnich Rathaus – Linnich-SIG Combibloc                                                  |
| RufBus 278 | Rufbus: Linnich-SIG Combibloc – Rurdorf – Welz – Ederen – Freialdenhoven – Aldenhoven (Sa tagsüber) |
| RufBus 279 | Rufbus: Jülich Bf/ZOB – Jülich Neues Rathaus – Walramplatz – Koslar – Barmen – Merzenhausen – Ederen – Welz – Rurdorf – Linnich-SIG Combibloc (Sa tagsüber) |
| AST        | AnrufSammelTaxi: Mo–Fr abends, Sa nachmittags/abends, So Jülich Bf/ZOB – Jülich Innenstadt – Koslar / Merzenhausen – Barmen – Floßdorf / Erzelbach / Boslar – Welz / Ederen / Rurdorf – Kofferen / Hottorf – Gereonsweiler – Gevenich / Kiffelberg – Glimbach – Körrenzig |
| Disco-Bus  | DiscoBus: nur in den Nächten Fr/Sa (kein AVV-Tarif) Jülich Neues Rathaus – Walramplatz – Koslar – Barmen – Abwz. Floßdorf – Rurdorf – Linnich Rathaus – Glimbach – Körrenzig – Rurich – Baal Bf – Abzw. Doverheide – Hückelhoven – Himmerich                              |

## Persönlichkeiten
- Wilhelm Willms (1930–2002), katholischer Pfarrer und Verfasser geistlicher Lieder